# The Man Trap
The Man Trap er en amerikansk stumfilm fra 1917 af Elmer Clifton.

## Medvirkende
- Herbert Rawlinson som John Mull
- Ruby Lafayette som Mrs. Mull
- Sally Starr som Bess Miller
- Jack Nelson som Burton Grange
- Mark Fenton som R.H. Steadman